# Hubert Faure
Hubert Émile Faure (n. 28 mai 1914, Saint-Astier, Aquitaine, Franța – d. 17 aprilie 2021, Paris, Franța) a fost un militar francez care a luptat în cel de-al doilea război mondial.